# Pilar Alegría
María del Pilar Alegría Continente (Zaragoza, 1 de noviembre de 1977), conocida como Pilar Alegría, es una maestra y política española, ministra de Educación desde 2021 y portavoz del Gobierno desde 2023.

## Biografía
Nacida en Zaragoza,[cita requerida] es diplomada en Magisterio, especialidad en Educación Primaria, por la Universidad de Zaragoza y Máster en Estudios Avanzados en Educación Social por la Universidad Complutense de Madrid.
Miembro del Partido Socialista Obrero Español, fue diputada en las Cortes Generales por Zaragoza entre 2008 y 2015. El 29 de julio de 2014 fue nombrada secretaria de organización del PSOE de Aragón. Concurrió como número dos del PSOE por la provincia de Zaragoza a las elecciones autonómicas de 2015 y resultó elegida diputada de las Cortes de Aragón. El 6 de julio de 2015 tomó posesión como consejera de Innovación, Investigación y Universidad del Gobierno de Aragón presidido por Javier Lambán. En esa etapa logró sacar adelante el primer Pacto por la Ciencia, respaldado por Universidades, agentes sociales y partidos políticos. 
En septiembre de 2018 Alegría se convirtió en la aspirante del PSOE a la alcaldía de Zaragoza, tras obtener un 49% de votos en la primera vuelta de las primarias celebradas el 24 de septiembre y producirse la renuncia de su rival Carmen Dueso a la segunda vuelta cuatro días más tarde. Incluida como cabeza de lista de la candidatura del PSOE de cara a las elecciones municipales del año siguiente.
A pesar de ser la fuerza más votada con diez concejales y de vencer en todos los distritos de la ciudad, excepto en los 3 feudos del Partido Popular (Centro, Casco Histórico y Universidad), el acuerdo entre PP, Cs y Vox le dio la alcaldía al popular Jorge Azcón.
Nombrada delegada del Gobierno en la comunidad autónoma de Aragón, tomó posesión del cargo el 12 de febrero de 2020. Su nombramiento no estuvo exento de polémica, al no ser consultado con el PSOE Aragonés.
En julio de 2021, el presidente Pedro Sánchez la nombró ministra de Educación y Formación Profesional en sustitución de Isabel Celáa, tomando posesión el 12 de julio de 2021.
En julio de 2022, fue nombrada portavoz de la Ejecutiva Federal del PSOE por el secretario general del partido, Pedro Sánchez, en sustitución de Felipe Sicilia, tras una remodelación de la formación llevada a cabo por el líder socialista.
Pilar Alegría fue designada cabeza de lista del PSOE por la provincia de Zaragoza en las elecciones generales convocadas el 23 de julio de 2023.
En noviembre de 2023 asumió también las competencias deportivas del Gobierno, pasando a ser ministra de Educación, Formación Profesional y Deportes, así como portavoz del Gobierno.
En diciembre de 2024, en el marco del proceso de renovación orgánica del PSOE, presentó su candidatura a liderar el socialismo aragonés. El 24 de enero, tras recabar los apoyos de varias figuras importantes de la ciudad de Zaragoza, su rival Darío Villagrasa anunció su retirada de la carrera a la secretaría general, por lo que Alegría quedó como única precandidata, siendo proclamada secretaria general del PSOE Aragón el lunes siguiente por la comisión regional de Ética y Garantías.

## Cargos desempeñados
- Diputada por Zaragoza en el Congreso de los Diputados (2008-2015).
- Vocal de la Comisión Ejecutiva Federal del PSOE (2008-2012).
- Secretaria de Organización del PSOE-Aragón (2014-2017).
- Diputada por Zaragoza en las Cortes de Aragón (2015-2019).
- Consejera de Innovación, Investigación y Universidad del Gobierno de Aragón (2015-2019).[1]
- Concejala del ayuntamiento de Zaragoza y líder de la oposición (2019-2020).[1]
- Delegada del Gobierno de España en Aragón (2020-2021).
- Ministra de Educación y Formación Profesional (2021-2023).[1]
- Ministra de Educación, Formación Profesional y Deportes (2023-) y Portavoz del Gobierno.[1]
- Secretaria General del PSOE Aragón (2025-).[17]